# Tlenek chromu(III)
Tlenek chromu(III), tlenek chromowy, zieleń chromowa, Cr
2O
3 – nieorganiczny związek chemiczny z grupy tlenków chromu, w którym chrom znajduje się na III stopniu utlenienia.

## Właściwości
W temperaturze pokojowej jest to szarozielone, drobnokrystaliczne ciało. Temperatura topnienia ok. 2000 °C. Ma właściwości amfoteryczne – reaguje po podgrzaniu ze stężonymi mocnymi kwasami, a stapiany z niektórymi wodorotlenkami przechodzi w chromiany(III). Nie jest rozpuszczalny w wodzie. Ma właściwości katalityczne, umożliwia m.in. utlenianie związków organicznych oraz amoniaku.

## Otrzymywanie
Do celów laboratoryjnych można go otrzymać poprzez termiczny rozkład dichromianu amonu według równania:
(NH
4)
2Cr
2O
7 → Cr
2O
3 + N
2↑ + 4H
2O↑
W technice tlenek chromu(III) otrzymuje się najczęściej przez redukcję chromianów węglem.

## Zastosowanie
Używa się go do produkcji farb i lakierów, barwienia betonu, szkła, ceramiki.